# محمدباقر شفتی
سید محمدباقر شَفتی یا سید محمد باقر رشتی (زادهٔ ۱۱۸۰ یا ۱۱۷۵ قمری طارم - درگذشت ۱۲۶۰ قمری، مصادف با ۲ فروردین ۱۲۲۳ در اصفهان) (۱۷۶۷ م-۱۸۴۴م) معروف به حجه الاسلام، رشتی و بیدآبادی، فقیه و روحانی شیعه بود. ساختن بنای مسجد سید در بیدآباد اصفهان به او منسوب است. وی یکی از ثروتمندترین مالکان زمان خویش به‌شمار می‌رفت.
شفتی احتمالاً اولین کسی است که عنوان حجت‌الاسلام (به معنی دلیل اسلام) را دریافت کرده است. حجتی در کتاب خود نوشته که محمدباقر شفتی لقب حجت‌الاسلام را به شاگرد خود محمد اشرفی داده است. این عنوان بعدها به روحانی معروفی از کاشان نیز گفته شد ولی پس از آن به شدت از شأن این عنوان کاسته شد. دلیل گفتن این عنوان به شفتی، نقش دوگانهٔ او به عنوان قاضی و مفتی‌ای بود که کتابی پیرامون پیاده‌سازی شریعت اسلامی در زمان غیبت نوشت.

## زندگی
سیدمحمدباقر شفتی در حدود سال ۱۱۸۰ یا ۱۱۷۵ (قمری) در چرزه از روستاهای طارم زنجان متولد شد.
نسب او بنا بر آنچه خود در مقدمه کتاب «مطالع الانوار» نوشته، با بیست و دو واسطه به موسی کاظم هفتمین امام شیعه می‌رسد.
پدرش سید محمدنقی مُلاّی روستای چرزه بود. از زندگی سیدمحمدنقی اطلاعی در دست نیست، جز آن‌که شاید پیش از ۱۱۹۲ (قمری) درگذشته باشد.
محمدباقر در بیست سالگی (۱۱۹۲ قمری) شفت را ترک کرد و برای تحصیل علوم دینی به کربلا و سپس نجف رفت. در کربلا در درس محمدباقر وحید بهبهانی و سید علی طباطبایی و در نجف در درس سید محمدمهدی بحرالعلوم و جعفر کاشف‌الغطا حاضر شد.
در سال ۱۲۰۵ (قمری) به ایران بازگشت و برای دیدار مهدی نراقی به کاشان رفت و یک سال بعد وارد اصفهان شد، در حالی که به گفتهٔ خود: جز یک دستمال که مقداری نان خشک در آن بود، و یک کتاب مدارک چیزی همراه نداشت.
او ابتدا در مدرسه چهارباغ ساکن شد و شروع به بحث و تدریس نمود. اما متولی مدرسه از گرد آمدن طلاب در اطراف او خرسند نبود و از راه‌های مختلف نارضایتی خود را به‌گوش او می‌رساند. شفتی سرانجام به اجبار متولی، چهارباغ را ترک کرد و به مدرسهٔ میرزا حسین در بازارچهٔ بیدآباد رفت. به‌زودی مجلس درس او رونق گرفت و امامت یکی از مساجد بیدآباد به او سپرده شد.

شفتی گرچه در آغاز ورود به اصفهان مجتهدی گمنام بود، اما با اجرای حدود شرعی و گرفتن تأیید از بعضی علمای نامدار اصفهان شهرت یافت. سید محمدباقر چرزه ای طارمی شفتی که در اواخر سلطنت فتحعلی شاه و تا اواخر محمد شاه در اصفهان مرجع عامه اهالی ایران بود، فقط جهت اشتهارش در ایران و افتخارش بر دیگران این بوده که در قتل نفوس که از نظر او شرعاً محکوم به قتل بوده‌اند، فوق‌العاده اهتمام می‌فرموده چنان‌که هنوز قبرستانی که در نزدیکی خانه او واقع است و محل دفن اجساد مقتولین او است در اصفهان موجود و موسوم به «قبلهٔ دعا» است و از قرار ثبت صحیحی که در خانواده او باقی است، قریب هشتاد نفر به دست او از قید زندگی رسته‌اند. او گرچه در دوران تحصیل در نجف و کربلا در فقر زندگی می‌کرد، بعد ورود به اصفهان در مدت کمی با تجارت و تصرف سهم خود از وجوه شرعیه در شمار ثروتمندان بزرگ عصر خود درآمد. محمد تنکابنی در قصص‌العلماء دربارهٔ دوران تحصیل او می‌نویسد که بعضی اوقات حتی قدرت تأمین غذای روزانه خود را نداشت و بر اثر گرسنگی غش می‌کرد و به این سبب سید علی طباطبایی، استاد شفتی در کربلا، شخصی را مأمور کرده‌بود تا روزانه دو قرص نان، یکی برای غذای ظهر، و دیگر برای غذای شب وی ببرد.
شفتی در سال ۱۲۲۱ (قمری) در حالی که دوهزار نفر او را همراهی می‌کردند، از راه دریا به سفر حج رفت. او در این سفر حدودی برای طواف و عرفات مشخص کرد که مورد تأیید علمای سنی مکه نیز قرار گرفت. همچنین باغ فدک را که در تملک محمد علی پاشا، والی مصر بود، گرفت و به سادات مدینه بازگرداند.

### کسب ثروت
بعد از این قضیه که سید محمدباقر شفتی به سگ کمک کرد، شخصی از متمولین و خوانین رشت که پدرش به رحمت خدا رفته بود، وصیت می‌کند که اموال پدرش به مرحوم سید محمدباقر شفتی برسد و سفارش می‌کند که بخشی از این اموال را برای خودت بردار و بخش دیگری را در تجارت بگذارید و از سودش استفاده کنید و اینطور می‌شود که مرحوم سید از اوضاع تنگدستی و فقر به یکی از ثروتمندان شهر تبدیل می‌شود.

### در حکایات
مطابق حکایتی شفتی زمانی که در نجف زندگی می‌کرد فقیر بود، در یکی از روزها که پس از مدت‌ها فقر کمی پول به دست آورده و با آن پول مقداری گوشت خریده بود در راه خانه سگ خیلی لاغری را دید که بی‌حال بر روی زمین خوابیده و توله‌هایش از او شیر می‌خورند.
با دیدن این صحنه تمامی گوشت را جلوی سگ انداخت و سگ پس از خوردن گوشت با گوشه چشم از او تشکر کرد.

### فرزندان
وی از چند همسر خود، صاحب هشت پسر و چهار دختر شد. پسرانش به ترتیب میرزا اسدالله شفتی، میرزا هاشم، میرزا ابوالقاسم، میرزا محمدعلی، میرزا زین‌العابدین، آقا سیّد محمدمهدی، آقا سیّد مؤمن و میرزا جعفر بودند. یکی از دختران او به ازدواج محمدمهدی کلباسی درآمد. اغلب فرزندان و نوادگان او در مسجد سید مدفون هستند.

### درگذشت
او در دوم ربیع‌الاول سال ۱۲۶۰ قمری (مصادف با دوم فروردین ۱۲۲۳) در اصفهان درگذشت و بنا به وصیت خود در مسجد سید دفن شد.

## رابطه با حکومت قاجار

### رابطه با حاکمان اصفهان
هیچ حاکمی در اصفهان در مقابل نفوذ کلام او قدرت نداشت، او هرگز به دیدن حاکم نمی‌رفت و حاکم اصفهان هر وقت شرفیاب می‌شد دم در سلام می‌گرد و چه بسا مدتی منتظر می‌ایستاد تا به او اذن جلوس داده شود. او تنها وقتی شاه به اصفهان می‌آمد به دیدار او می‌رفت اما با کوکبه و جلالی گویی که شاهی به دیدن شاهی رفته است.

### در زمان فتحعلی شاه
رابطه او با فتحعلی شاه قاجار همراه با احترام متقابل اما با غرور و نخوت از طرف شفتی بود. زمانی که او مشغول ساخت مسجد سید در اصفهان بود، شاه از سید خواهش می‌کند که او را در مخارج ساختمان مسجد شریک گرداند، ولی سید حجت الاسلام تقاضای شاه را رد نموده و قبول نمی‌کند. فتحعلی‌شاه به سید می‌گوید که شما قدرت براتمام و انجام مسجد را ندارید! سید هم در جواب می‌فرماید: من دست در خزاین الهی دارم. بنای مسجد سید هم هرگز به اتمام نرسید و بسیاری از کاشی‌کاری‌ها در سال‌های اخیر انجام شده ولی بسیار قسمت‌ها هنوز هم ناقص است.
روزی فتحعلیشاه به سید شفتی گفت از من چیزی بخواه. سید امتناع کرد اما بعد که سلطان اصرار نمود گفت استدعای من این است که نقاره‌خانه اصفهان را تعطیل کنید (سردر بازار قیصریه دارای سه طبقه بود که در طبقه سوم آن بعنوان نقاره‌خانه، با صدای موسیقی اوقات روز را اعلام می‌کرده‌اند) شاه سکوت کرد و پس از رفتن او گفت عجب سیدی است که از من می‌خواهد نقاره‌خانه سلطانی که علامت پادشاهیست را موقوف دارم. یکبار دیگر که او به دیدار شاه در کاخ هفت دست می‌رفت به یکی از قارئین قرآن دستور داد پیشاپیش او حرکت کند و وقتی به کاخ نزدیک شد خواند انا ارسنا الی فرعون رسولا فعصی فرعون الرسول. سپس در حالی که شاه تا دم در به استقبال او آمده بود ناگهان صدای نقاره‌خانه برخاست و او دست به آسمان برداشت که خدایا ذلت اولاد فاطمه را بیش از این مخواه و به خانه برگشت.

### در ابتدای حکومت محمدشاه
پس از فوت فتحعلیشاه و قبل از آنکه محمدشاه ولیعهد به تهران برسد علی میرزا ظل‌السلطان خود را چند روزی پادشاه خواند و برخی رجال دربار نیز جانب او را گرفتند که الله‌یار خان آصف‌الدوله و عبدالله خان امین‌الدوله از آن جمله بودند. پس از به تخت نشستن محمدشاه، امین‌الدوله به اصفهان رفت و در خانه شفتی بست نشست. او گفت که دیگر در سیاست دخالت نخواهد کرد اما به پشتوانه حمایت سید شفتی مشغول توطئه شد. قائم مقام از طرف شاه نامه‌ای به او نوشت و به‌طور ضمنی حجه‌الاسلام را هم تهدید کرد. بعد از آنهم شاه نامه دیگری به او نوشت و خواست که یا به تهران بیاید یا عازم عتبات شود. شفتی حدود شش ماه مأمور حامل نامه را سر دوانید اما سرانجام امین الدوله با گرفتن تأمین جانی از شاه توسط وزیرمختار انگلستان، عازم عتبات شد.

### ماجرای شورش لوطیان و لشکرکشی محمدشاه به اصفهان
اوژن فلاندن از سوی فرهنگستان هنرهای فرانسه مأموریت یافته بود که به ایران بیاید. او همراه سفیر فرانسه در ایران شد و با هم به ایران آمدند. اما زمانی که به تهران رسیدند متوجه شدند که محمدشاه قاجار به دلیلی به اصفهان رفته است. آنها نیز به اصفهان رفتند تا به حضور شاه برسند و نیز وقایع آن زمان اصفهان را شخصاً مشاهده کردند. فلاندن در کتاب سفرنامه خود به تهران اتفاقات اصفهان را آورده است:
شاه بعللی چند به اصفهان مسافرت نموده از همه مهم‌تر شورش و نافرمانی‌ست که از چندی پیش در این شهر رو به قوت گذاشته که نه تنها زندگانی و اموال اهالی را دچار خطر ساخته بلکه اساس سلطنت را نیز متزلزل گردانیده است.
در ایران مجتهد بزرگ و پیشوای مذهبی (سید محمدباقر شفتی) که احترامی عظیم دارد کم‌کم در اثر قدرت کورکورانه و غرور از ثروتهای بی دردسر استفاده کرده، طرحی ریختند تا بکلی از زیر قدرت شاه شانه خالی نمایند. برای نیل به مقصود شورشیان را با زور پول اجیر کرده بزیر پرچم خود آوردند این شورشیان را لوطی می‌نامند. در بدو امر پادگانی کوچک در اصفهان تشکیل داده خود را مخالفین حکومت قلمداد نمودند هیچ قوت و قدرتی نمی‌توانست جلوی اراده آنها را بگیرد، بزور هرچه را می‌خواستند از اهالی می‌گرفتند، با سرنیزه به بازار حمله‌ور شده تجار را به پرداخت مالیات به آنها وادار می‌ساختند کسانی را که مقاومت می‌کردند خانه و اموالشان را تاراج و زن و اطفالشان را با خود می‌بردند. با این اعمال شنیع و وحشیانه شوهران و پدران را از خود رنجیده خاطر ساختند، زورشان تنها در اثر بزدلی و هراس مردم اصفهان بود.
اصفهانی‌ها با اینکه از قدرت مجتهد هراس داشتند چندین مرتبه به پایتخت شکایت نوشتند اما بی‌حسی مشرقی‌ها و بی‌کفایتی حکومت آنها را بحال خود گذاشت در نتیجه مدت چند سال اهالی اصفهان خسارت کلی دیدند. شاه ناچار شد رفع این غائله را بنماید یعنی شخصاً باصفهان آید تا شر این جنایتکاران را از سر اهالی خلاص کند شورشیان در اثر لاقیدی شاه در بدو امر ایستادگی کرده دروازه‌ها را ببستند و نگذاشتند شاه بشهر وارد گردد. مجتهد از عاقبت کار خود ترسید و پیش از اینکه کار بجائی باریک رسد دستور داد دروازه‌های شمالی را گشوده خود و اتباعش گریخته بکناره جنوبی زاینده رود رفتند تا زنده رود میان آنها و قشون شاهی حایل باشد. اما عده ای از شورشیان باقی ماندند که شاه دستور داد دربارهٔ هر یک تحقیقات کامل بشود. عده ای برای دیگران غرامت دادند ما بینشان اشخاصی دیده می‌شد که از بس ستمگری کرده، نشان شده و انگشت‌نما و بودند.
شاه دیوانخانه ای تشکیل داد، هزاران اشخاص مختلف می‌آمدند تا سرگذشت‌های خود را شرح دهند زنان وقایع شوم خود را با وضعی دلخراش بیان می‌کردند، قضاوت مبهم و پیچیده شد، در نتیجه جنایتکاران را با حالی شکنجه آور محکوم می‌ساختند آنچه از جهت من نقل شده اینست: گیسوانشان را می‌بریدند، عده ای را در وسط معرکه سربازان نگاهداشته با سرنیزه نابود می‌کردند، برخی را چشم درمی‌آوردند و قسمتی را ناخن و دندان می‌شکستند، بعضی را تا نیمه تن خاک کرده بقسمی که سرشان در زمین فرومی‌رفت، چند نفری را با نخ بهم بسته پاهایشان را در هوا معلق نگاه می‌داشتند این حرکت را ایرانی‌ها باغ انگور می‌نامند.
یکی از رؤسای لوطیان را پس از اینکه بینی و زبانش‌را بریده دندانهایش‌را با آهن گداخته سوزانیدند به گردنش خورجین کاهی آویزان کرده مانند الاغ به اینطرف و آنطرفش کشانیدند مدت سه روز آنقدر به او شکنجه روا داشتند تا نابود گردید. من با چشم خود بسیاری زنان را دیدم که در اثر حس انتقام با چشم اشکبار باز تقاضا داشتند بدانها اجازه داده شود دست و سر این جنایتکاران را که آنها را بی عصمت کرده بودند ببرند.

## دیدگاه‌های مذهبی و بستر تاریخی آن

دستخط و نقش مهر محمدباقر شفتی بر آخرین صفحهٔ کتاب تحفه‌الابرار

شفتی از شاگردان محمدباقر وحید بهبهانی و متأثر از دیدگاه‌های او بود. پیش از بهبهانی دیدگاه غالب روحانیون شیعه در کربلا و بقیه در عتبات، دیدگاه اخباری بود و نه اصولی. تأثیر دیدگاه اخباریون تا حدی بود که اگر کسی کتاب اصول فقه حمل می‌کرد باید آن را به دلیل بر نیاشُفتن دیگران مخفی می‌کرد. بهبهانی موفق به تغییر این دیدگاه عمده از طریق مناظره و بحث، نوشتن کتب، و همچنین نشان دادن عملی آنچه یک مجتهد باید انجام دهد، شد.
یکی از شاگردان بهبهانی به نام شیخ جعفر نجفی نقل می‌کند که همیشه افراد مسلحی همراه آقای بهبهانی بودند که هر حکم فقهی را که ایشان دادند اجرا کنند. این نحوهٔ عملکرد الگوی بسیاری از روحانیان شیعه دوران قاجار گردید. محمدباقر شفتی به عنوان شیخ الاسلام اصفهان رساله‌ای در باب اجرای حدود توسط مجتهدین نوشت (گرچه روحانیون معروفی مانند شیخ مفید، سید مرتضی و علامه حلی اجرای حدود را توسط فقها مجاز می‌دانستند، ولی اجرای حدود توسط غیر معصوم به صورت تاریخی موضوعی نزاع‌برانگیز بین شیعیان بوده است. از اواخر قرن دوازده هجری، شاهد پذیرش عمومی اجرای حدود به عنوان بخشی از وظیفه «امر به معروف و نهی از منکر» توسط علما هستیم که بهبهانی و پس از او شفتی در آن نقش عمده‌ای بازی کردند). بدین سان بهبهانی علما را از وضعیت سکوت آن‌ها پس از دورهٔ صفویان خارج کرد و پس از او شفتی، اجرای حدود توسط علما را در اصفهان احیا کرد (به عنوان مثال حدود مربوط به اعدام تا پیش از آن فقط توسط حکومت انجام می‌شد).
شفتی معتقد بود که اجرای حدود توسط مجتهدین واجب است. این دیدگاه کاملاً خلاف دیدگاه غالب قبلی متعلق به جامع عباسی بود که اجرای حدود را در حالت کلی به صورت احتیاط‌آمیزی توجیه کرده بود، و اجرای حدود مربوط به کشتن را ممنوع کرده بود. شفتی جهت جا انداختن این موضوع خود همت به اجرای حدود بست.
در صفحه ۱۰۱ کتاب «روضات الجنات فی احوال العلما و السادات» اثر «میرزا محمد باقر موسوی خوانساری» اشاره شده که حضرت حجت‌الاسلام (سید محمد باقر شفتی) حد کشتن را در مورد ۹۰ تا ۱۲۰ نفر به دست خود اجرا کرده است. محمد علی مدرس تبریزی نیز در صفحه ۲۸ کتاب «ریحانه‌الادب» به همین موضوع اشاره کرده است. عباس اقبال آشتیانی(در مجله یادگار، سال پنجم، شماره دهم) سید محمد باقر شفتی را قسی‌القلب و سنگدل خوانده است. نویسنده «قصص العلماء» (میرزا محمد مجتهد تنکابنی) شرح می‌دهد که روزی سید محمد باقر شفتی از یک شاگرد نانوایی می‌شنود که خلافی کرده است. وقتی از شاگرد نانوا سه مرتبه مسئله فوق را می‌شنود او رابه رودخانه می‌برد و با شمشیر آخته‌اش برمی‌گردد و درجا «حدود الاهی» را در مورد آن شاگرد نانوا اجرا کرده به سزای اعمالش می‌رساند.
این موضوع در صفحه ۱۳۷ کتاب «قصص العلما» آمده است.
گرچه مجتهدین بعدی از شفتی در این مورد خاص پیروی نکردند، ولی نوشته‌های او در مورد نقش روحانیون در مسائل اجرایی تأثیرگذار بود.

### مدخل در لغت‌نامه دهخدا
اکبر گنجی در مقالهٔ «ساختار سلطانی جمهوری اسلامی» گفته است که در نسخهٔ اولیهٔ لغت‌نامه دهخدا (چاپ ۱۳۳۰)، اطلاعات فوق دربارهٔ شفتی وجود داشته که به درخواست حوزه علمیه قم و به دستور سید علی خامنه‌ای در چاپ ۱۳۷۷ آن حذف شده است: «و چون سید اقامهٔ حدود را در زمان غیبت امام واجب می‌دانسته، خود به امر به معروف و نهی از منکر و اجرای حدود قیام می‌نمود و مدعی بوده است که حکم من در این قبیل مسائل، بعینه همان حکم حضرت صاحب الزّمان است. عدد کسانی که سید ایشان را در دورهٔ سلطهٔ خود در اصفهان به تازیانه حد زده، از حساب بیرون است؛ و شمارهٔ کسانی که او به دست خویش به عنوان اقامهٔ حدود کشته، تا یکصد و بیست نفر نوشته‌اند. امر عجیب در کار وی این است که او متّهمین را ابتدا به اصرار و ملایمت تمام و به تشویق اینکه خود در روز قیامت پیش جدّم شفیع گناهان شما خواهم شد به اقرار و اعتراف وامی‌داشته، سپس غالباً با حال گریه ایشان را گردن می‌زده و خود بر کشتهٔ آنان نماز می‌گذارده و گاهی هم در حین نماز غش می‌کرده است».

## استادان

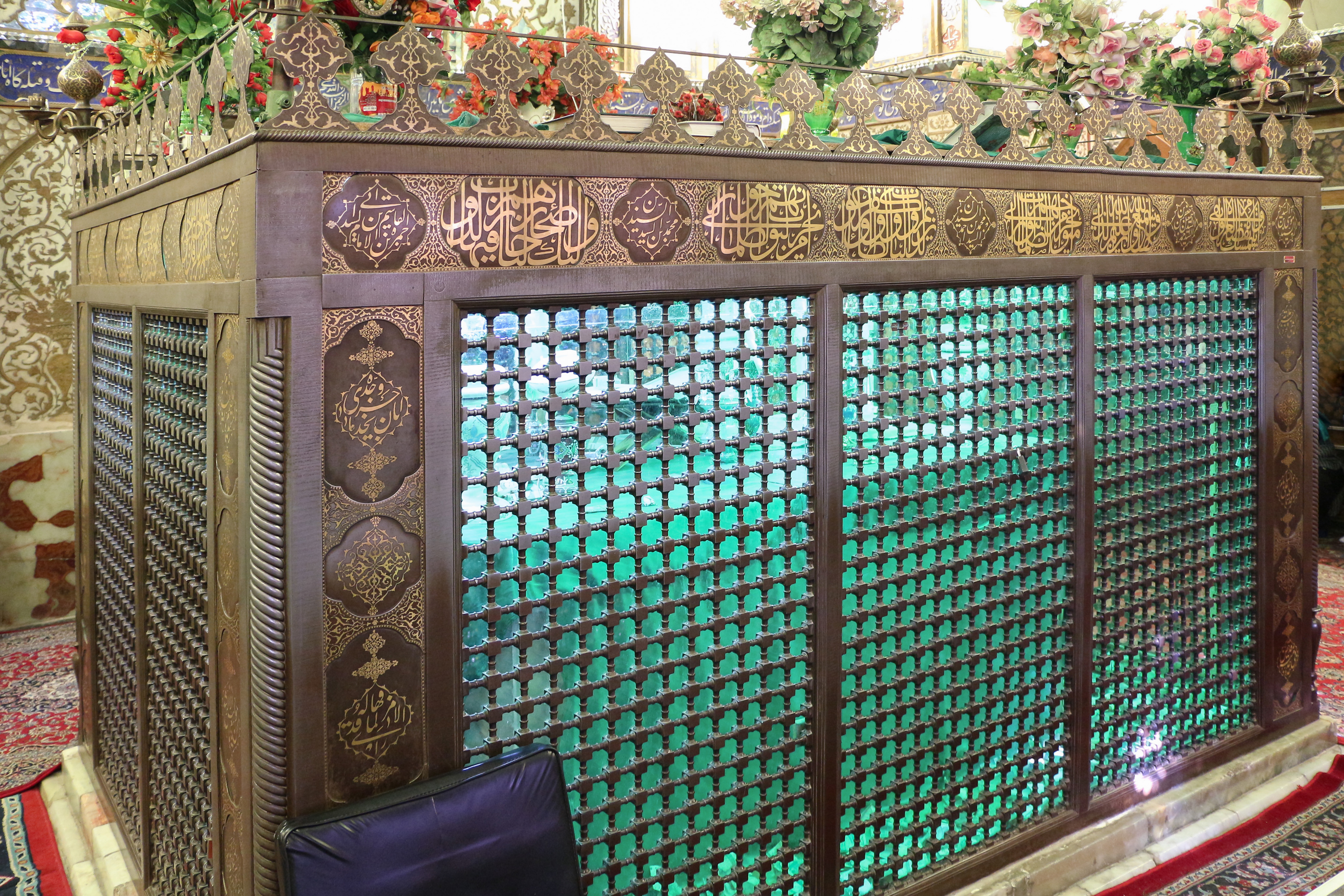
مقبره محمدباقر شفتی در مسجد سید اصفهان

- محمدباقر وحید بهبهانی
- صاحب ریاض
- سید محمدمهدی بحرالعلوم
- جعفر کاشف‌الغطا
- سید محسن اعرجی
- میرزای قمی
- مهدی نراقی

## شاگردان
- محمدباقر خوانساری
- محمد اشرفی[۲۹]
- محمد جعفر آباده‌ای
- شیخ مرتضی انصاری
- ملا علی اکبر خوانساری
- ملا عبدالله زنوزی
- میرزا ابوالقاسم موسوی زنجانی
- ملا ابراهیم دهکردی
- محمد مهدی کرباسی
- محمد رفیع گیلانی
- ملامحمدعلی آرام بیدگلی
- سید یعقوب موسوی دریاباری